# Puyloubier
Puyloubier – miejscowość i gmina we Francji, w regionie Prowansja-Alpy-Lazurowe Wybrzeże, w departamencie Delta Rodanu.
Według danych na rok 1990 gminę zamieszkiwało 1317 osób, a gęstość zaludnienia wynosiła 32 osoby/km² (wśród 963 gmin regionu Prowansja-Alpy-W. Lazurowe Puyloubier plasuje się na 331. miejscu pod względem liczby ludności, natomiast pod względem powierzchni na miejscu 199.).